# لينوس باولنغ
لينوس كارل باولنغ (بالإنجليزية: Linus Carl Pauling)‏ (28 فبراير 1901 – 19 أغسطس 1994) كان كيميائيًا أمريكيًا، وعالم كيمياء حيوية، ومهندسًا كيميائيًا، وناشطًا في حركة السلام، ومؤلفًا، ومعلمًا. نشر أكثر من 1200 ورقة بحثية وكتاب، تناول 850 منها تقريبًا مواضيعًا علمية. وصفته مجلة نيو ساينتست بأنه أحد أعظم 20 عالمًا في كل العصور، وفي عام 2000، حصل على المرتبة السادسة عشرة كأكثر العلماء أهمية في التاريخ. حصل باولنغ على جائزة نوبل في الكيمياء في عام 1954 لدوره في المجال العلمي. حصل أيضًا على جائزة نوبل للسلام في عام 1962 لدوره الفعال في حركة السلام. يُعد واحدًا من بين أربعة أفراد حازوا على أكثر من جائزة نوبل واحدة (الآخرون هم ماري كوري وجون باردين وفردريك سانغر). من بين هؤلاء، يُعد الشخص الوحيد الذي حصل على جائزتي نوبل غير مشتركتين، وأحد الشخصين الحاصلين على جوائز نوبل في مجالات مختلفة، الآخر هو ماري كوري. كان متزوجًا من الناشطة الأمريكية لحقوق الإنسان إيفا هيلين باولنغ.
كان باولنغ أحد مؤسسي كيمياء الكم وعلم الأحياء الجزيئي. تشمل مساهماته في نظرية الرابطة الكيميائية مفهوم التهجين المداري وأول مقياس دقيق لكهرسلبية العناصر. عمل باولنغ أيضًا في مجال بنية الجزيئات البيولوجية، وأظهر أهمية لولب ألفا وصحيفة بيتا في البروتين ثانوي البنية. جمع نهج باولنغ بين طرق دراسة البلورات بالأشعة السينية ونتائجها، وبناء النماذج الجزيئية، وكيمياء الكم. ألهمت اكتشافاته عمل جيمس واتسون وفرنسيس كريك وروزاليند فرانكلين على بنية الدنا، والتي بدورها أتاحت لعلماء الوراثة فك شيفرة الدنا لجميع الكائنات الحية.

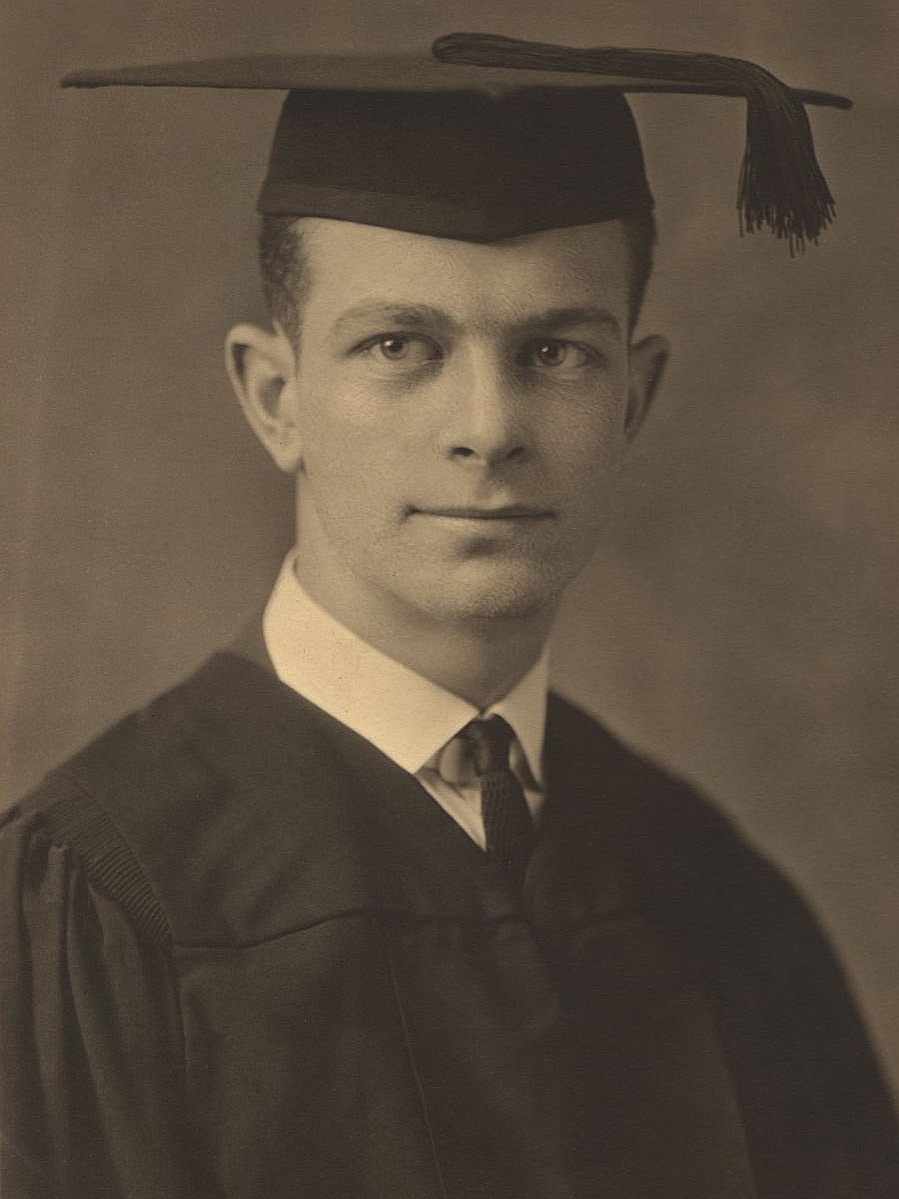
صورة تخرج بولينج من جامعة ولاية أوريغون ، 1922

في السنوات الأخيرة من عمله، شجع إجراءات نزع السلاح النووي، والطب القائم على المعالجة بالتصحيح الجزيئي، والعلاج بجرعات الفيتامينات الضخمة، والمكملات الغذائية. لم يحظَ أي منها بقبول كبير في المجتمع العلمي السائد.

## نشأته وتعليمه
وُلد لينوس كارل باولنغ في 28 فبراير عام 1901 في بورتلاند، أوريغون، وهو الطفل البكر لهيرمان هنري ويليام باولنغ (1876-1910) ولوسي إيزابيل «بيل» دارلينغ (1881-1926). سُمي «لينوس كارل» على شرف والد لوسي، لينوس، ووالد هيرمان، كارل.
في عام 1902، بعد ولادة شقيقته بولين، قرر والدا باولنغ الخروج من بورتلاند لإيجاد حي سكني بأسعار معقولة وشقة أوسع من شقتهما المكونة من غرفة واحدة. بقيت لوسي مع والدي زوجها في ليك أوسويغو حتى أحضر هيرمان العائلة إلى سايلم، حيث كان يعمل لفترة قصيرة بائعًا متجولًا في شركة سكيدمور للأدوية. في غضون عام من ولادة لوسيل في عام 1904، نقل هيرمان باولنغ عائلته إلى ليك أوسويغو، حيث افتتح صيدليتة الخاصة. انتقلت عائلته إلى كوندون، أوريغون في عام 1905. بحلول عام 1906، كان هيرمان باولنغ يعاني آلامًا متكررة في البطن. توفي بسبب قرحة هضمية مثقبة في 11 يونيو عام 1910، وترك رعاية لينوس ولوسيل وبولين للوسي.
يعزو باولنغ رغبته في أن يصبح كيميائيًا إلى إعجابه بالتجارب التي أجراها صديقه، لويد إيه. جيفريس، الذي كان يملك مجموعة صغيرة من أدوات مخبرية كيميائية. كتب لاحقًا: «كنت مفتونًا بالظواهر الكيميائية، بتفاعلات المواد التي تكون غالبًا ذات خصائص مختلفة بشكل مدهش؛ وآمل أن أتعلم المزيد والمزيد عن هذا الجانب من العالم».
في المدرسة الثانوية، أجرى باولنغ تجارب كيميائية عن طريق جمع معدات ومواد من مصنع فولاذ مهجور. أنشأ باولنغ مع صديقه لويد سيمون مختبرات بالمون في قبو منزل سيمون. حاولا التعاون مع معامل الألبان المحلية وعرضا أخذ عينات لإجراء اختبار الدسم بأسعار زهيدة، لكن أصحاب هذه المعامل لم يثقوا بصبيين لإتمام المهمة، وانتهت أعمالهما بالفشل.
عندما كان بسن الخامسة عشر في صف التخرج من الثانوية، كانت درجات باولنغ كافية لالتحاقه بجامعة ولاية أوريغون، المعروفة آنذاك باسم كلية أوريغون الزراعية. نظرًا إلى عدم وجود دورتي التاريخ الأمريكي المطلوبتين للحصول على شهادة دبلوم، سأل باولنغ مدير المدرسة عما إذا كان بإمكانه إجراء الدورتين في وقت متزامن خلال فصل الربيع. بعد رفض طلبه، غادر ثانوية واشنطن في يونيو دون شهادة. منحته المدرسة شهادة فخرية بعد 45 عامًا، بعد أن حصل على جائزتي نوبل.
شغل باولنغ عددًا من الوظائف لكسب المال ودفع نفقاته الجامعية المستقبلية، بما في ذلك العمل بدوام جزئي في متجر بقالة مقابل 8 دولارات أسبوعيًا (ما يعادل 190 دولارًا في عام 2019). رتبت له والدته مقابلة مع صاحب عدد من المصانع في بورتلاند، السيد شويتزرهوف، الذي وظفه ميكانيكيًا متدربًا براتب 40 دولارًا شهريًا (أي ما يعادل 940 دولارًا في عام 2019). رُفع هذا المبلغ بعد فترة قصيرة ليصبح 50 دولارًا شهريًا. أنشأ باولنغ أيضًا مختبرًا للتصوير الفوتوغرافي مع صديقين له. في سبتمبر عام 1917، قُبِل باولنغ أخيرًا في جامعة ولاية أوريغون. استقال على الفور من عمله في الميكانيك وأعلم والدته، التي لم ترَ أي جدوى من التعليم الجامعي، بخططه.

## حياته المهنية
في عام 1926، حصل باولنغ على زمالة غوغنهايم للسفر إلى أوروبا، والدراسة تحت إشراف الفيزيائي الألماني أرنولد سومرفيلد في ميونيخ، والفيزيائي الدنماركي نيلز بور في كوبنهاغن، والفيزيائي النمساوي إرفين شرودنغر في زيورخ. كان الثلاثة خبراء في المجال الجديد لميكانيكا الكم والفروع الأخرى للفيزياء. أصبح باولنغ مهتمًا بكيفية تطبيق ميكانيكا الكم في مجال اهتمامه المختار، وهو البنية الإلكترونية للذرات والجزيئات. في زيورخ، شهد باولنغ أيضًا أحد أول التحليلات الميكانيكية الكمية للترابط في جزيء الهيدروجين، الذي أجراه فالتر هايتلر وفريتز لندن. كرّس باولنغ عامين من رحلته الأوروبية لهذا العمل وقرر جعله محور أبحاثه المستقبلية. أصبح أحد العلماء الأوائل في مجال كيمياء الكم ورائدًا في تطبيق نظرية الكم على بنية الجزيئات.
في عام 1927، شغل باولنغ منصبًا جديدًا هو أستاذ مساعد في معهد كاليفورنيا للتقنية (كالتيك) في الكيمياء النظرية. بدأ حياته المهنية ضمن هيئة التدريس بخمس سنوات مثمرة للغاية، وتابع دراسة البلورات بالأشعة السينية وأجرى أيضًا حسابات ميكانيكية على الذرات والجزيئات. نشر خمسين بحثًا في تلك السنوات الخمس، ووضع القوانين الخمسة المعروفة الآن باسم قوانين باولنغ. بحلول عام 1929، حصل على ترقية إلى أستاذ مشارك، وبحلول عام 1930، أصبح أستاذًا نظاميًا. في عام 1931، منحت الجمعية الكيميائية الأمريكية باولنغ جائزة لانغموير للعمل الأبرز في العلوم البحتة من قبل كل شخص عمره 30 عامًا أو أقل. في العام التالي، نشر باولنغ ما اعتبره أهم ورقة بحثية له، أوضح فيها لأول مرة مفهوم التهجين المداري الذري وتحليل ذرة الكربون رباعية التكافؤ.

## السياسة
لم يكن للينوس أي انتماء سياسي. خلال الحرب العالمية الثانية قام بتطوير متفجرات ووقود صواريخ. كما قام بعمل جهاز قياس الأوكسجين في البحارات الأمريكية. عندما بدأ مشروع مانهاتن عرض عليه روبرت أوبنهايمر أن يكون مدير قسم الكيمياء للمشروع ولكنه رفض. تحصل سنة 1948 على ميدالية من يدي هاري ترومان لمساهمته في الجيش الأمريكي. لكن إلقاء القنبلة النووية على هيروشيما وناغازاكي أثر فيه فانضم إلى هيئة الطوارئ لعلماء الذرة بقيادة ألبرت أينشتاين وكان الهدف منها توعية الرأي العام من أخطار السلاح النووي. قاد نشاط لينوس باولنغ السياسي إلى رفض منحه جواز سفر سنة 1952 لحضور مؤتمر علمي في لندن وأعيد له جوازه قبل سفره لتسلم جائزة نوبل سنة 1954.

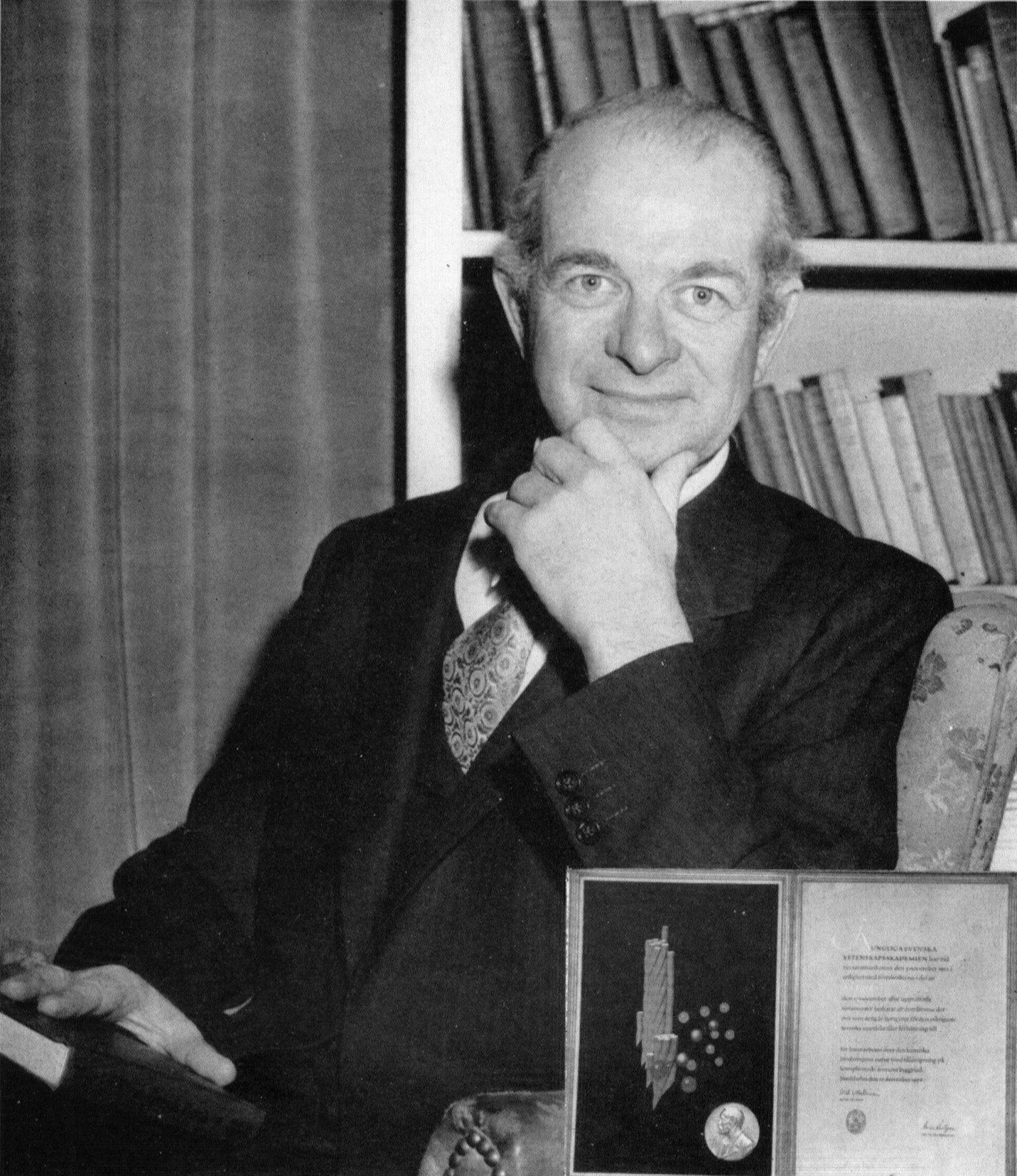
لينوس بولينج يحمل جائزة نوبل عام 1955

حصل على عدد كبير من الجوائز من بينها جائزتا نوبل، أولاهما في الكيمياء سنة 1954، والثانية في السلام سنة 1962 لحملته ضد التجارب النووية، كما حصل على قلادة بريستلي سنة 1984.

## التكريمات
- أكتوبر 1948م: مَنَح الرئيس الأمريكي وقتها هاري ترومان باولينغ ميدالية الاستحقاق التي كانت أعلى ميدالية تشريفية يستطيع الرئيس الأمريكي منحها للمدنيين في ذلك الوقت، وذلك "لِعَقْلِه المُبْدِع" و"نجاحه الباهر" ولقيامه "بعمل بارز في تأدية خدمات استثنائية" تخدم جهود الولايات المتحدة في الحرب العالمية الثانية.[66][67][68]

## روابط خارجية
- لينوس باولنغ على موقع الموسوعة البريطانية (الإنجليزية)
- لينوس باولنغ على موقع مونزينجر (الألمانية)
- لينوس باولنغ على موقع ميوزك برينز (الإنجليزية)
- لينوس باولنغ على موقع إن إن دي بي (الإنجليزية)
- لينوس باولنغ على موقع ديسكوغز (الإنجليزية)